# Čerhov
Čerhov (węg. Csörgő) – wieś gminna (obec) w południowo-wschodniej Słowacji, w powiecie Trebišov, w winiarskim słowackim regionie Tokaj (ale nie w historycznym Tokaju, którego granice ustalono jeszcze w 1737).

## Historia
Pierwsza zapiska o wsi pochodzi z roku 1076, co czyni ją jedną z najstarszych miejscowości na terenie dzisiejszej Słowacji. Čerhov był własnością różnych rodów szlacheckich; najdłużej, bo od XVI wieku do 1944 należała do węgierskiej rodziny Sennyey (lub Senney), która wybudowała tutaj dworek, otoczony parkiem.
W 1567 Čerhov został zniszczony przez Tatarów i na kilka lat opustoszał. W 1600 znajdowało się w niej tylko dziesięć domów, kościół, plebania oraz szkoła. W XVII wieku do Čerhova dotarła reformacja i świątynia katolicka przez długi czas przestała być używana.
Po raz kolejny wieś się wyludniła (i praktycznie przestała istnieć) po upadku antyhabsburskich powstań na początku XVIII wieku – w 1720 tworzyły ją zaledwie trzy gospodarstwa. Dopiero po 1828, w wyniku zorganizowanej akcji kolonizacyjnej, liczba domów wzrosła do sześćdziesięciu, a mieszkańców do 469 (w 1831 zmniejszyła ją epidemia cholery). Ludność zajmowała się głównie rolnictwem oraz uprawą winorośli, a także rzemiosłem (kowalstwo, bednarstwo, tkactwo). Prawdopodobnie w XVIII wieku dzisiejszy Čerhov dzielił się na dwie osobne wsie – Dolny i Górny (Dolný i Horný Čergov). Dolny należał do wspomnianej rodziny Sennyey, Górny do rodziny Széchényi. Głównym źródłem dochodów właścicieli Górnego Čergova był handel drewnem oraz winem.
Na przełomie XIX i XX wieku rozwinęła się emigracja do Stanów Zjednoczonych – w 1910 na 460 mieszkańców 56 przebywało za oceanem. Spis z tego roku stwierdzał, że większość mieszkańców była narodowości węgierskiej, ale mieszkali tutaj także Słowacy. Po I wojnie światowej Čerhov przyłączono do Czechosłowacji, a w 1938 powrócił do Węgier. Mężczyźni zostali powołani do wojska, 11 z nich zginęło w węgierskich mundurach podczas II wojny światowej. Armia Czerwona zajęła wieś w grudniu 1944.
Po wojnie przywrócono granice przedwojenne. Okres komunistycznej władzy to parcelacja i kolektywizacja, przeprowadzono także pełną elektryfikację wsi, utwardzanie dróg, a w latach 70. wybudowano szkołę podstawową. Remont przeszedł też znacjonalizowany pałac. Obecnie 95% mieszkańców jest narodowości słowackiej.

## Zabytki
- pałac z XIX wieku,
- kościół neoklasycystyczny z 1858.

## Transport
Przez wieś biegnie linia kolejowa z Koszyc do Czernej nad Cisą.